# Обрен Петровић
Обрен Петровић (Добој, ФНРЈ, 11. мај 1957) српски је политичар и професор. Садашњи је посланик у Представничком дому Парламентарне скупштине Босне и Херцеговине и функционер Савеза независних социјалдемократа (СНСД). Бивши је градоначелник Добоја и функционер Српске демократске странке (СДС).

## Биографија
У родном граду је завршио основну и средњу школу. Дипломирао је 24. децембра 1988. године на Факултету политичких наука у Загребу, смјер професор одбране и заштите. Обављао је различите послове у Центру јавне безбједности Добој, а након напуштања полиције радио је као шеф Одсјека за цивилну заштиту општине Добој до ступања на функцију начелника општине (2002).
На локалним изборима 2004. и 2008. изабран је за начелника општине, а на локалним изборима 2012. године и за првог градоначелника Добоја. Реизабран је 2016. године. На октобарским општим изборима 2018. изабран је за посланика у Представничком дому Парламентарне скупштине Босне и Херцеговине.